# Göran Svensson
Göran Svensson, född den 8 mars 1959, död den 6 oktober 1995, var en svensk friidrottare (diskus). Som senior tävlade han för Söderhamns IF, IF Göta och Gefle IF. Han vann SM-guld 1982 och tog också sammanlagt fyra SM-silver. År 1985 avstängdes han 18 månader för dopning. Vid VM i Rom 1987 fick han inget godkänt kastresultat i kvalet. Efter studier i USA bosatte han sig där och blev 1988 amerikansk medborgare.
Göran Svensson var i full färd för en satsning mot Atlanta-OS 1996 när han plötsligt hittas död av tablettförgiftning i sin bil strax utanför Gävle under hösten 1995. Han ligger begravd på Norrala Kyrkogård i Söderhamn.